# Casa dels Francesos
La Casa dels Francesos és un edifici aïllat prop del poble de Rubinat i al vessant esquerra del Torrent Salat. La casa és al camí d'accés a la Torre dels Francesos. L'origen té a veure amb l'explotació de l'antiga fàbrica d'aigua mineral, ja que hi vivien els treballadors. L'explotació va durar fins a l'any 1936.
La planta d'edifici és rectangular i se'ns presenta dividida en planta baixa, primer pis i golfes, i amb coberta a doble vessant. A la façana principal hi ha la porta d'accés, desplaçada a la dreta segons l'eix de simetria. Per sobre, una cornisa ressegueix l'ample d'aquesta façana i separa la planta baixa del primer pis. En aquest últim pis, hi ha dos obertures i tot coronant aquesta façana, una estructura de frontó triangular, dona accés a les golfes, on se'ns presenta dos ulls de bou i una decoració amb forma de rombe amb la data «1897». L'obra presenta un aparell de carreus ben escairats, i tota la decoració de les obertures i arestes de l'edifici amb cantells de maó. En origen aquest edifici era cobert amb un arrebossat que amb el temps es va perdre, i ens mostra els carreus nus dels murs